# Heřmanický dub
Heřmanický dub je solitérní památný strom dub letní (Quercus robur L.) v části Heřmanice v městském obvodu Slezská Ostrava statutárního města Ostrava. Geograficky se nachází také v Moravskoslezském kraji a nížině Ostravská pánev.

## Další informace
Heřmanický dub se nachází u silnice na zahradě soukromého pozemku v ulici Vrbická. Je památkově chráněn od 28. října 1981. Podle údajů z roku 1981:
| Výška stromu:                   | 19,0 m    |
| Obvod kmene (ve výčetní výšce): | 3,55 m    |
| Ochranné pásmo:                 | ze zákona |

## Galerie

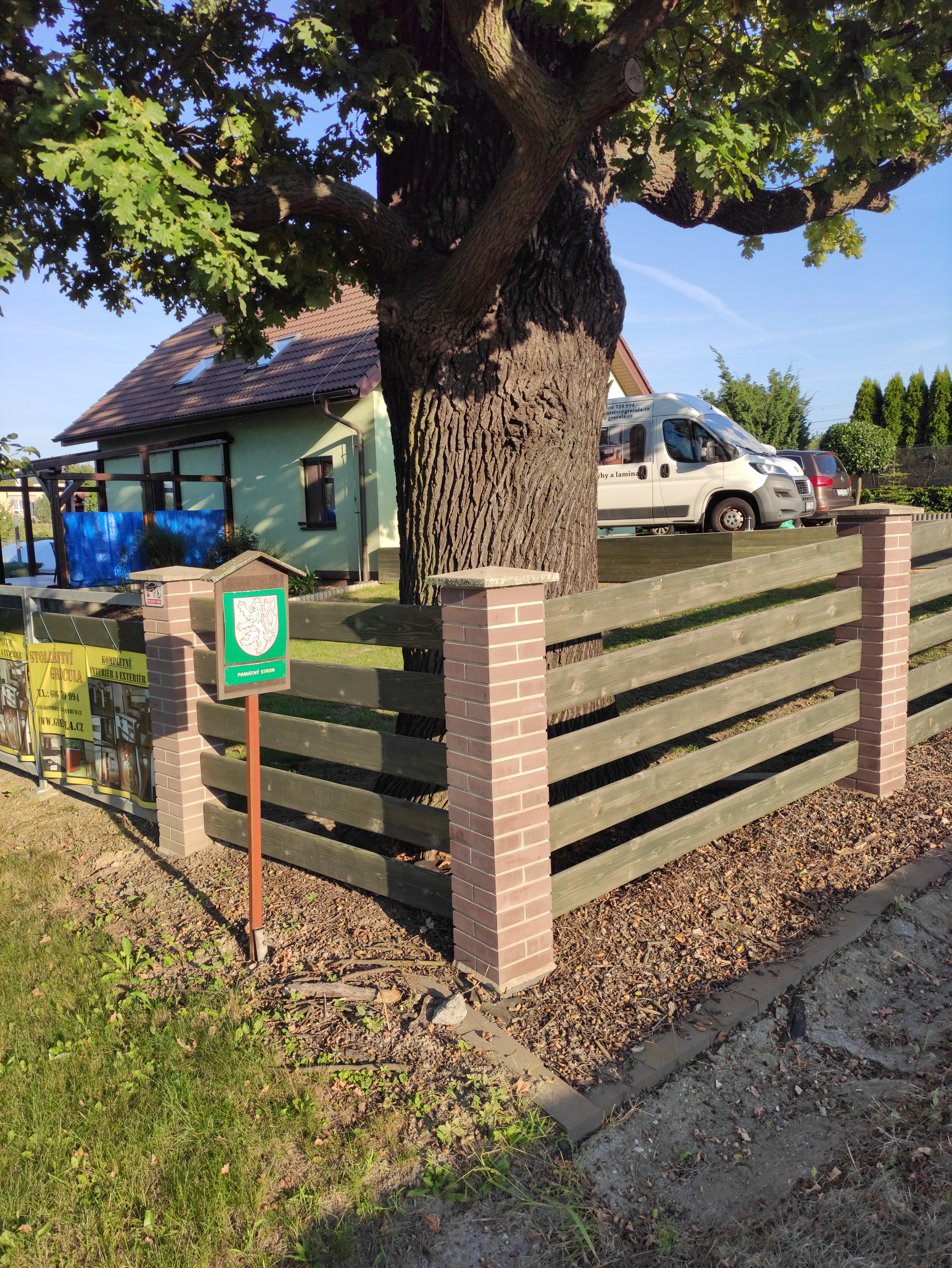
Strom za plotem u silnice